# Loripinus fragilis
Loripinus fragilis is een tweekleppigensoort uit de familie van de Lucinidae. De wetenschappelijke naam van de soort is voor het eerst geldig gepubliceerd in 1836 door Philippi.

Rechter klep
Linker klep